# پانیلونکو
پانیلونکو (به اسپانیایی: Cardonal de Panilonco) یک منطقهٔ مسکونی در شیلی است که در پیچیلمو واقع شده‌است.

## خصوصیات
پانیلونکو ۲۵۶٫۵ کیلومترمربع مساحت و ۸۵۲ نفر جمعیت دارد.